# Sukamulya (Garawangi)
Sukamulya is een bestuurslaag in het regentschap Kuningan van de provincie West-Java, Indonesië. Sukamulya telt 1829 inwoners (volkstelling 2010).